# NGC 1405
NGC 1405 est une galaxie lenticulaire vue par la tranche et située dans la constellation de l'Éridan. NGC 1405 a été découverte par l'astronome américain Francis Leavenworth en 1885.

## Caractéristiques
Sa vitesse par rapport au fond diffus cosmologique est de 1 485 ± 69 km/s, ce qui correspond à une distance de Hubble de 21,9 ± 1,8 Mpc (∼71,4 millions d'al).